# John McHugh
John Michael McHugh (Watertown, 29 settembre 1948) è un politico statunitense, Segretario all'Esercito degli Stati Uniti d'America sotto l'amministrazione Obama e in precedenza membro della Camera dei Rappresentanti per lo stato di New York dal 1993 al 2009.

## Biografia
Nato a Watertown, dopo il college McHugh non svolse il servizio militare. Entrato in politica con il Partito Repubblicano, nel 1984 fu eletto all'interno della legislatura dello stato di New York, dove rimase per otto anni.
Nel 1992 si candidò alla Camera dei Rappresentanti per un distretto congressuale recentemente rinumerato e riuscì ad essere eletto deputato. Negli anni successivi fu riconfermato dagli elettori per altri otto mandati. Per quattordici anni fu nel consiglio di amministrazione dell'United States Military Academy, rivestendone per un periodo la carica di presidente.
Nel 2009 il Presidente degli Stati Uniti d'America Barack Obama scelse McHugh come nuovo Segretario all'Esercito. McHugh, un repubblicano moderato, entrò così a far parte di un governo democratico. Mantenne la carica fino al novembre 2015, quando rassegnò le proprie dimissioni per ritirarsi a vita privata.